# De tolv heliga apostlarnas kyrka, Narva
De tolv heliga apostlarnas kyrka (estniska: Kaheteistkümne Püha Apostli kirik) är en estnisk-ortodox kyrkobyggnad belägen i staden Narva i landskapet Ida-Virumaa i nordöstra Estland.
Kyrkan är helgad åt Kristendomens apostlar och tillhör Sankt Kyrillos och Methodius församling. Kyrkans arkitekt var Nikolai Volkov från Tallinn.

## Historik
De tolv heliga apostlarnas kyrka började byggas i september 2012 och grundstenen invigdes den 10 mars 2013. Den 15 juni samma år höll den rysk-ortodoxa kyrkans patriark, Kirill av Moskva, under ett besök i Estland, en gudstjänst på platsen för byggandet av kyrkan.
Den 1 september 2014 installerades kupolen och dess kors.
Den 8 maj 2015 invigdes den lägre delen kyrkan, som är helgad åt Kyrillos och Methodios. Resten av kyrkobyggnaden invigdes den 3 oktober 2015.

## Kyrkobyggnaden
Kyrkobyggnaden är byggd i traditionell Novgorod-stil och byggnadens höjd (inklusive korset på kupolen) är 26,5 meter.